# Cercyeuptychia luederwaldti
Cercyeuptychia luederwaldti är en fjärilsart som beskrevs av Robert Spitz 1931. Cercyeuptychia luederwaldti ingår i släktet Cercyeuptychia och familjen praktfjärilar. Inga underarter finns listade i Catalogue of Life.